# ハインリヒ4世 (神聖ローマ皇帝)
ハインリヒ4世（Heinrich IV., 1050年11月11日 - 1106年8月7日）はザーリアー朝第3代ローマ王（ドイツ王、在位：1053年 - 1105年）、神聖ローマ皇帝（戴冠：1084年4月1日）。ザーリアー朝第2代ハインリヒ3世（黒王）の子で後継者として2歳で共同ローマ王になった。父が1056年に早世して幼少でフランケン公を継ぎ（在位：1056年 - 1076年）、成長してバイエルン公も兼ねた（在位：1077年 - 1096年）。
苦難の幼少期を経て親政を始めるが、帝国統治に直接する聖職叙任権で教皇グレゴリウス7世と激しく対立。カノッサの屈辱でローマ王の権威は大いに傷つけられた。のちに反撃してイタリア王に即位し（在位：1080年 - 1106年）、ローマからグレゴリウス7世を追放、1084年には対立教皇クレメンス3世の手でついに皇帝として戴冠。ローマ王となって31年後のことだった。しかし最終的な勝利を得られないまま皇太子コンラートに裏切られ、代わりに皇太子としたハインリヒ5世にも裏切られ、神権を取り戻せないまま失意のまま崩御した。

## 生涯

### 幼少のローマ王
ハインリヒ4世は1050年、神聖ローマ皇帝ハインリヒ3世を父に、母アグネスとの間の長男としてゴスラーで生まれた。通常洗礼は生後すぐ受けるものだが、クリュニー修道院のユーグを代父に迎えるために翌年の春の復活祭まで洗礼が延期された。洗礼を受ける前であったが、父はハインリヒを後継者として扱い、クリスマスには宮廷に集まった諸侯に服従を求めている。
1053年には父はまだ幼い息子を後継者として認可する帝国会議を行い、1054年7月17日にはケルン大司教ヘルマンの手によって王冠を授けられた。このように正式な後継者としての手続きがおこなわれていたため、父が1056年に急死した時には特に問題もなく後継者としての地位につくことができたが、実際には母后アグネスが摂政として統治していた。1055年クリスマスにはサヴォイア伯オッドーネの娘ベルタとチューリヒで婚約した。
1062年の復活祭の後、ハインリヒ4世はケルン大司教アンノ2世とバイエルン公オットー・フォン・ノルトハイムに率いられた豪族達の手で誘拐されてしまう。小船に乗せられたハインリヒ4世はライン川に飛び込んで逃げようとするが、陰謀者の1人に救助されてしまい、ケルンに連れてゆかれてしまう。母アグネスは一時的に引退を余儀なくされ、政府はアンノの手に握られることになった。アンノはアグネスの支援無しでは教皇としての地位を維持できない対立教皇ホノリウス2世に対抗する教皇アレクサンデル2世を支援した。
ハインリヒ4世の育成はアンノの手で行われたが、アンノの権力独占は続かず、直ぐにマインツ大司教ジークフリートやハンブルク・ブレーメン大司教アーダルベルトと共有することになった。アーダルベルトはハインリヒ4世の保護者的な存在だったが、ハインリヒ4世の教育は放置され、彼のわがままで頑固な性格はこの時期に形成された。従順なアーダルベルトはハインリヒ4世の腹心となった。1064年に教皇アレクサンデル2世の正当性を宣告しにイタリアのマントヴァに行っている間にアーダルベルトに権力を奪われたが、1066年にアーダルベルトは追放された。このことによりアンノは影響力を取り戻したが、1065年3月29日に成年に達し親政を始めたハインリヒ4世はアンノの影響力を聖界だけに留め、俗界での支配権を強化していった。

### カノッサの屈辱へ
1066年、婚約者であったベルタと結婚し、教皇の要請で南イタリアのノルマン人と戦う為に軍隊を集めたが、アウクスブルクに到達した時に、既にトスカーナ女伯マチルダの夫ロートリンゲン公ゴドフロワ4世がノルマン人に戦いを仕掛けていた為、進撃を中止した。
1060年代からハインリヒ4世はスラヴ系ルティシア人やザクセンの東の辺境領への遠征を行ったが、直後にシュヴァーベン大公ルドルフとケルンテン公ベルトルトの反乱に直面した。より深刻だったのはバイエルン公オットー・フォン・ノルトハイムとの争いで、オットーは幼年時のハインリヒ4世誘拐事件の首謀者の1人だった。1070年にオットーはハインリヒ4世暗殺計画を企てていると告発され、バイエルン公領を没収された。この為オットーはザクセンで軍を集め、ハインリヒ4世への戦いを開始した。これがザクセン戦争の発端となった。
ハインリヒ4世は父の遺志をついで王権の強化につとめたが、現実には当時のローマ王（ドイツ王）の地位は諸侯と教皇の支持という際どいバランスの上に成り立っていた不安定なものであった。1075年に入るとハインリヒ4世は教皇の意図を無視して叙任権を行使し、自らの意思に沿う司教を任命しはじめた。当然、教皇グレゴリウス7世はこれに抗議した。これが紛糾したことでローマ王とローマ教皇の争い（叙任権闘争）になったが、ザクセン公マグヌスなどの諸侯が叛旗を翻したことで、ハインリヒ4世の旗色が悪くなっていた。
教皇による破門が実施されると、ハインリヒ4世は教皇と直接会談しようと考えた。諸侯に招かれてアウクスブルクへ向かっていたグレゴリウス7世は、ハインリヒ4世の接近を知ると身の危険を感じてカノッサ城に避難したため、ハインリヒ4世は許しを乞うて破門の解除を願った（この時、よく言われるような雪の中で裸足で食事もなしに3日間立っていたという記述は脚色されたものといわれている）。これが「カノッサの屈辱」といわれる事件である。忠誠を誓ったハインリヒ4世に対してグレゴリウス7世は破門を解いた

### 帝位獲得と失意の廃位
王位剥奪の危機を回避したハインリヒ4世はすぐに教皇に対する敵対行動を再開した。諸侯はハインリヒ4世に代わる王（対立王）としてシュヴァーベン大公ルドルフを立て教皇も承認したが、ハインリヒ4世は数年かけて力を蓄えてこの事態の打開に成功、1080年10月15日のエルスターの戦いでは敗北したものの、ルドルフは戦時の傷がもとで死去した。勢いに乗ったハインリヒ4世はローマを包囲、1084年に対立教皇クレメンス3世を擁立して帝冠を受けた。ハインリヒ4世の手によってグレゴリウス7世はローマを追われ、ロベルト・イル・グイスカルドに救出されたがローマに戻れずサレルノで客死した。
しかし、諸侯の反乱はなおも継続、グレゴリウス7世の後を継いだウィクトル3世とウルバヌス2世もハインリヒ4世との対決姿勢を崩さず、長男の共治王コンラートの離反まで招いた。1098年にコンラートの王位剥奪と1101年のコンラートの急死で一旦収まったが、次男のハインリヒ5世も反逆、1105年にハインリヒ5世に廃位され、翌1106年にリエージュにおいて破門の身のまま失意の内に死去した。55歳であった。

## 子女
ハインリヒ4世はサヴォイア伯オッドーネの娘ベルタ（1051年 - 1087年、モーリッツのベルタとも）との間に3男2女を儲けた。
- アーデルハイト（1070年 - 1079年7月4日） - シュパイアー大聖堂に埋葬。
- ハインリヒ（1071年8月1日または2日 - 1071年8月1日または2日）
- アグネス（1072年夏/1073年初頭 - 1143年9月24日） - クロスターノイブルク修道院に埋葬。シュヴァーベン大公フリードリヒ1世（1105年没）と1079年3月24日にレーゲンスブルクにて結婚、1106年にオーストリア辺境伯レオポルト3世（1136年没）と再婚。
- コンラート（1074年 - 1101年） - 下ロートリンゲン公、共治ローマ王（1087年 - 1098年）、1095年にシチリアのコンスタンツェ（シチリア伯ルッジェーロ1世の娘）と結婚。
- ハインリヒ5世（1086年 - 1125年） - ローマ王、神聖ローマ皇帝、マティルダ（イングランド王ヘンリー1世の娘）と結婚。

ベルタが1087年に死亡した後、1089年8月14日にキエフ大公フセヴォロド1世の娘エウプラキヤ（1071年 - 1109年、プラクセディス、キエフのアーデルハイトとも）と結婚した。彼らの間に子供はなく、1095年に婚姻は解消、エウプラキヤはキエフに帰り修道女となった。歴史家の中には、この婚姻をキエフとの講和に基づく人質と見るものもいる。